# Eisenberg (Turíngia)
Eisenberg é uma cidade da Alemanha capital do distrito de Saale-Holzland, estado da Turíngia.
A cidade de Eisenberg é a Erfüllende Gemeinde (português: municipalidade representante ou executante) dos municípios de Gösen, Hainspitz, Mertendorf, Petersberg e Rauschwitz.

## Demografia

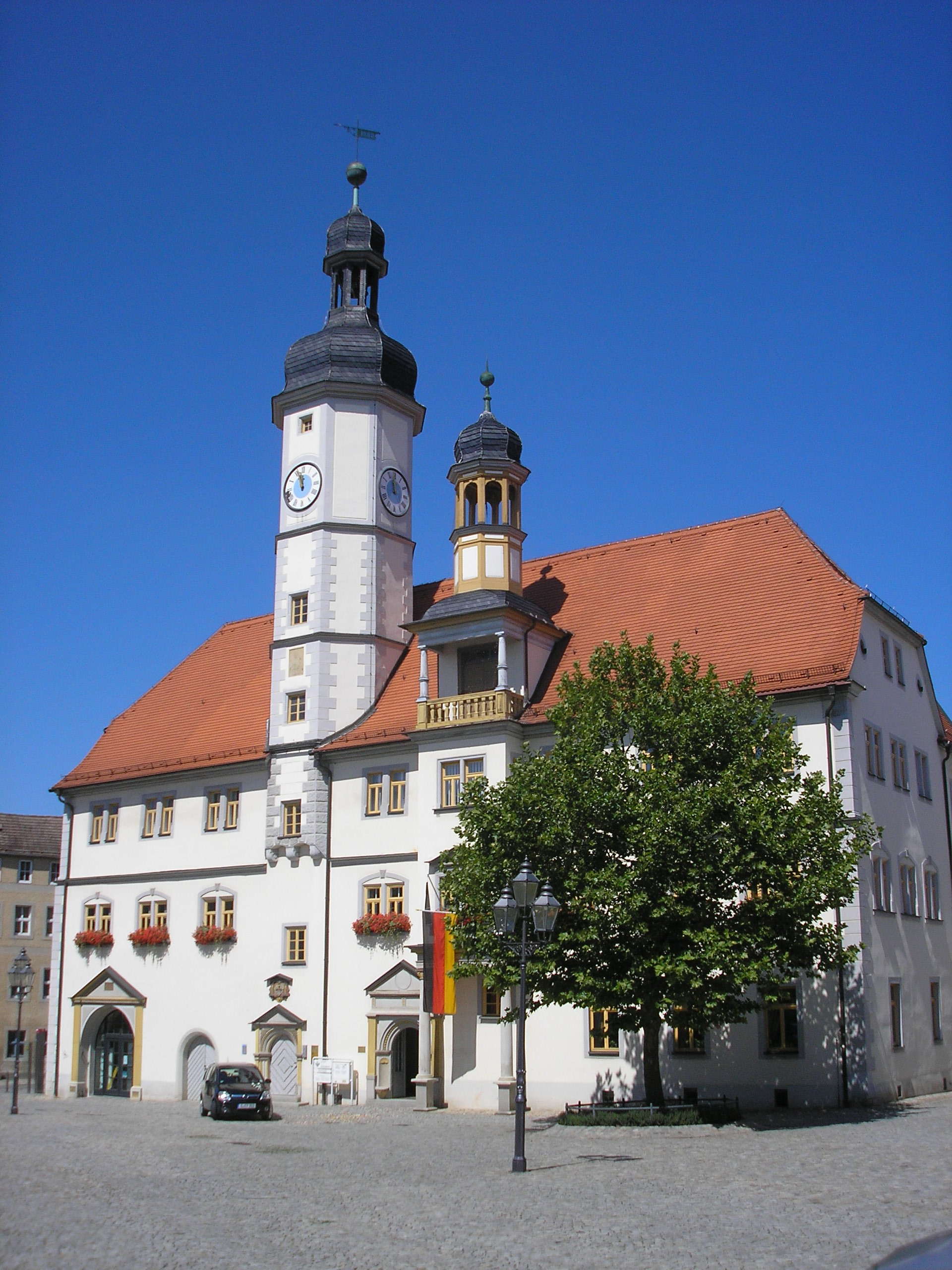
Prefeitura

Evolução da população (a partir de 1960, em 31 de dezembro):
| de 1830 a 1984 - 1830 - 4.557 - 1946 - 15.299 1 - 1950 - 14.261 2 - 1960 - 13.839 - 1981 - 13.060 - 1984 - 13.361 | de 1994 a 1999 - 1994 - 11.536 - 1995 - 11.266 - 1996 - 11.274 - 1997 - 11.281 - 1998 - 11.225 - 1999 - 11.175 | de 2000 a 2005 - 2000 - 11.764 - 2001 - 11.681 - 2002 - 11.532 - 2003 - 11.487 - 2004 - 11.545 - 2005 - 11.424 |

 Fonte a partir de 1994: Thüringer Landesamt für Statistik
1 população em 29 de outubro

2 populaçao em 31 de agosto